# 李家巷镇
李家巷镇是中华人民共和国浙江省湖州市長興縣下辖的一个镇。

## 行政区划
李家巷镇下辖以下村级行政区划单位：
李家巷社区、沈湾村、章浜村、许家浜村、石泉村、陈家浜村、老虎洞村、青草坞村、李家巷村、计家浜村、广福桥村、刘家渡村和西坝村。